# Osman III
Osman III, detto il Pio, in turco ottomano عثمان ثالث (Edirne, 2 gennaio 1699 – Istanbul, 30 ottobre 1757), fu sultano dell'Impero ottomano dal 1754 fino alla sua morte.

## Biografia

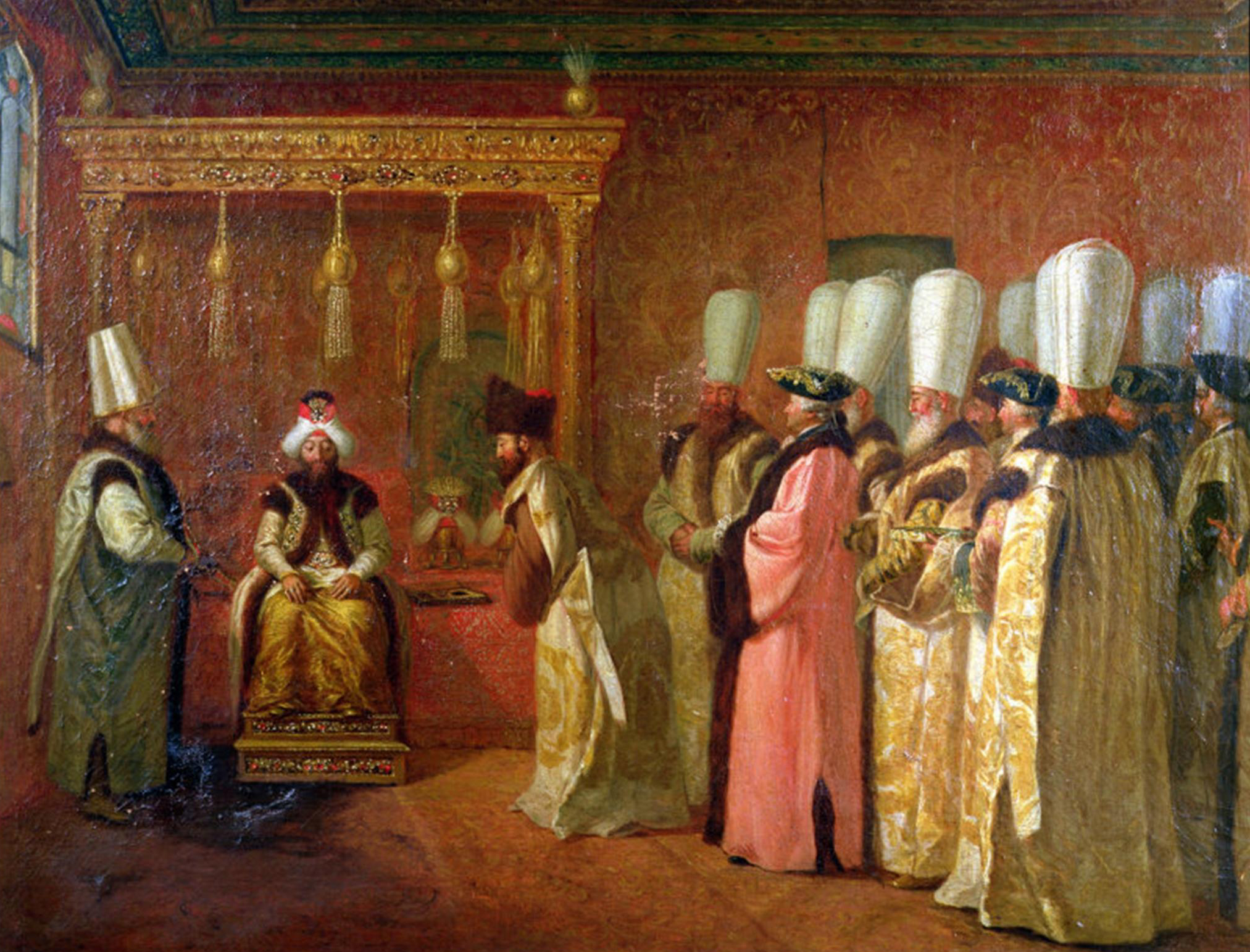
Udienza dell'ambasciatore francese Charles de Vergennes presso il sultano Osman III nel 1755.

Figlio di Mustafa II (1695-1703) e Şehsuvar Sultan, fratellastro minore di Mahmud I (1730-1754), Osman III fu un sovrano scarsamente significativo nella storia ottomana: il suo breve regno è notevole per una crescente intolleranza verso i non musulmani (ai cristiani e agli ebrei venne imposto di portare abiti e distintivi che li identificassero) e per un incendio scoppiato a Istanbul.
Osman III, come gli altri principi di sangue reale ottomani che non ascendevano al trono, visse la maggior parte della sua vita, mentre il padre e il fratello maggiore regnavano, nella prigione dorata del Palazzo Topkapı, nel cosiddetto kafes ("gabbia") all'interno dell'harem. Al momento di divenire sultano aveva sviluppato alcune stranezze comportamentali: a differenza dei precedenti sultani, ad esempio, egli odiava la musica, e cacciò tutti i musicisti da corte. Secondo il barone de Tott, Osman III era un sovrano arrabbiato e modesto. Inoltre, vivere per cinquanta anni nell'harem, la parte del palazzo riservata alle donne della famiglia del sultano, dovette generare in lui un odio per la compagnia femminile: egli usava calzare, infatti, scarpe ferrate, in modo che le donne, sentendo i suoi passi da lontano, potessero allontanarsi perché lui non fosse costretto ad incontrarle.

## Regno
La prima attività di Osman III fu quella di scegliere i funzionari di governo con cui lavorare. Durante il suo regno, i cambiamenti che apportò negli incarichi governativi di alto livello, in particolare il Gran Visir, possono essere considerati come tentativi di ridurre l'importanza delle opere di carità nelle politiche dell'impero, ereditate dal precedente.
Durante la forte tempesta del marzo 1756, un galeone egiziano si incagliò a Kumkapı al tramonto. A causa della tempesta, 600 passeggeri non poterono essere evacuati. Il sultano, giunto sulla riva, soccorse tutti i passeggeri portando delle chiatte dal cantiere navale. Ordinò la costruzione del faro di Ahırkapı a Istanbul per prevenire simili incidenti.
La prima processione della sua intronizzazione si tenne il 14 dicembre 1754. Gli storici dell'epoca non hanno scritto gli eventi che accaddero nell'impero a causa del freddo intenso e gelido del gennaio 1755. Osman fu responsabile di un firman nel 1757 che preservò lo status quo di vari siti della Terra Santa per cristiani, musulmani ed ebrei.
Nel secondo anno di regno, Osman perse la madre, Şehsuvar Sultan, che era stata in contatto con la sua religiosità. In seguito, il principe più anziano, Mehmed, morì di malattia il 22 dicembre 1756. Secondo varie fonti, al funerale del principe, controllato dal gran visir e dallo sceicco al-Islam, parteciparono 5.000 persone. Alcune fonti contemporanee dissero che il principe fu avvelenato e ucciso su iniziativa di Köse Mustafa Pascià.
Si nota che, in questo periodo, furono inviate disposizioni contro il banditismo in Anatolia e in Rumelia, e soprattutto i movimenti dei Basci-buzuk, e che il sultano si interessò anche a queste questioni. Alcune misure furono prese contro le tribù di Bozulus e Cihanbeyli, gli armeni a causa dei disordini in Iran, i banditi intorno a Erzurum e Sivas, e il famoso leader Karaosmanoğlu Hacı Mustafa Ağa. Quest'ultimo fu catturato e giustiziato, e la sua testa fu portata a Istanbul il 5 dicembre 1755.

### Architettura
Osman è famoso per aver costruito la moschea di Nuruosmaniye, la cui costruzione iniziò durante il regno di Mahmud I. Il Külliye di Nuruosmaniye, noto anche come Osmaniye per un certo periodo, consisteva di tre scuole, madrasa, una biblioteca, una Türbe, un Sebil, un Imaret e negozi. Osman costruì un nuovo quartiere nel 1755-1756 dove si trovava il Palazzo e il Giardino di Üsküdar, insieme a case e negozi. Costruì anche la Moschea di Ihsaniye e le sue masjid, che si trovano entrambe oggi a İhsaniye.
Osman III costruì una fontana a suo nome nel 1755-1756; fu distrutta 122 anni dopo la sua costruzione.

## Morte
Osman III morì la notte del 30 ottobre 1757. La mattina presto si tenne una cerimonia e suo cugino Mustafa III fu posto sul trono. Il nuovo sultano ordinò che Osman fosse sepolto nel Mausoleo della Nuova Moschea, non a Nuruosmaniye.

## Famiglia
Osman III aveva quattro consorti note ma nessun figlio, così come non ne ebbe il suo fratellastro maggiore Mahmud I. Sakaoğlu, uno storico turco, ipotizza che i due possano aver subito la castrazione durante la reclusione nel kafes, ma altri storici sottolineano come Osman III avesse 55 anni al momento della sua ascesa e, a differenza del fratello, che ebbe un lungo regno, fu sul trono per soli tre anni prima di morire e, in generale, sembrava avere atteggiamenti misogini nei confronti delle sue stesse concubine, e che tutti questi fattori possano aver influenzato il fatto di non avere figli.
Le consorti note di Osman III sono:
- Leyla Kadın. BaşKadin (Prima consorte) di Osman per tutto il suo regno. Nel 1757, pochi mesi dopo la morte di Osman, venne fatta sposare ad Hacı Mehmed Emin Bey (m. 16 luglio 1785) da cui ebbe un figlio, Feyzullah Bey (m. 12 agosto 1792). Morì nel 1794 e fu sepolta a Üsküdar.
- Fülane Kadın. Seconda Kadın. Su di lei non è nota nessuna informazione a parte il suo rango.
- Zevki Kadın. Terza Kadin. Patrocinò diverse ristrutturazioni di edifici e costruì una fontana a Fındıklı, in stile turco-barocco.
- Emine Ferhunde Kadın. Quarta Kadin. Morì nell'agosto 1791.